# Ochterus americanus
Ochterus americanus är en insektsart som först beskrevs av Philip Reese Uhler 1876.  Ochterus americanus ingår i släktet Ochterus och familjen Ochteridae. Inga underarter finns listade i Catalogue of Life.